# 2238 Стешенко
2238 Стешенко (енгл. 2238 Steshenko) је астероид главног астероидног појаса са пречником од приближно 18,10 .
Афел астероида је на удаљености од 3,615 астрономских јединица (АЈ) од Сунца, а перихел на 2,510 АЈ.
Ексцентрицитет орбите износи 0,180, инклинација (нагиб) орбите у односу на раван еклиптике 1,312 степени, а орбитални период износи 1957,733 дана (5,359 година).
Апсолутна магнитуда астероида је 11,90 а геометријски албедо 0,093.
Астероид је откривен 11. септембра 1972. године.